# 歡樂谷戰爭
歡樂谷戰爭（英語：Pleasant Valley War），或稱為當圖盆地之爭（英語：Tonto Basin Feud）及當圖盆地戰爭（英語：Tonto Basin War），是1882年至1892年間美國兩個畜牧家族之間的一場武裝私鬥。
19世紀中葉，大量殖民者向美國西部開拓邊疆，當中不少家族以畜牧為業。由於牧草及食水資源有限，牧場圈養的農戶經常與放牧的牧民有所爭執。葛蘭姆家族與布萊文斯家族正是圈養農戶，而杜斯保利家族則為放牧牧民。雙方在1882年起開始私鬥，家族成員死傷慘重，以致要招募外來戰士充當打手。到1892年，葛蘭姆家族最後一名牽涉紛爭的成員被殺，而涉事的杜斯保利家族只剩下一人生還，歡樂谷戰爭才終告結束。

## 延伸閱讀
- Forrest, Earle R. . Caldwell Idaho: The Caxton Printers. 1936.
- Hanchett, Leland J. Jr. . Phoenix, Arizona: Pine Rim Publishing. 1994. ISBN 0-9637785-3-6.
- Hanchett, Leland J. Jr. . Phoenix, Arizona: Pine Rim Publishing. 2006. ISBN 0-9637785-8-7.

## 外部連結
- 歡樂谷戰爭 （页面存档备份，存于）, americanwest.com
- 歡樂谷戰爭的歷史景點 （页面存档备份，存于）